# 21074 Rügen
21074 Rügen là một tiểu hành tinh vành đai chính với chu kỳ quỹ đạo là 1418.9416012 ngày (3.88 năm).
Nó được phát hiện ngày 12 tháng 9 năm 1991.